# Сайт-специфическая рекомбинация
Сайт-специфическая рекомбинация — тип генетической рекомбинации, в которой при обмене цепей ДНК происходит реакция между специфическими сайтами. Перестановка сегментов ДНК происходит путем распознавания и связывания коротких последовательностей ДНК (сайтов), в которых специальные ферменты расщепляют, переставляют и снова соединяют цепи ДНК. Для одних систем рекомбинации достаточно только фермента рекомбиназы, другие же требуют наличия дополнительных факторов. В природе сайт-специфическая рекомбинация случается при интеграции вируса в геном (образование провируса).
Системы сайтспецифической рекомбинации высокоспецифичны, быстры и эффективны даже при работе со сложными эукариотическими геномами и по этой причине широко используются в генетической инженерии Они участвуют во множестве клеточных процессов, включая репликацию бактериального генома, патогенез, передвижение мобильных генетических элементов и образовании антител в лимфоидных клетках млекопитающих.
Сайты рекомбинации обычно имеют длину от 30 до 200 нуклеотидов и состоят из двух инвертированных повторов, с которыми связывается рекомбиназа, между которыми располагается последовательность, по которой и происходит рекомбинация. Оба сайта, по которым происходит рекомбинация, как правило идентичны, но бывают и исключения (например сайты интеграции фага λ attP и attB, см. фаг лямбда).